# Zlatonosné pobřeží
Zlatonosné pobřeží (anglicky Gold Coast) byl historický státní útvar, britská kolonie v letech 1821–1957, rozkládající se v západní Africe, při pobřeží Guinejského zálivu. V roce 1957 vznikl na jeho území nezávislý stát Ghana.